# Premio San Gerolamo
Il premio San Gerolamo è stato un premio letterario assegnato dal 1978 al 1999 dall'Associazione italiana traduttori e interpreti. Il riconoscimento era destinato a dei traduttori di lingua italiana, ed era diviso in due categorie ("Traduzione letteraria" e "Traduzione tecnica"); per l'ultima edizione se ne aggiunse una terza, "Letteratura d'infanzia".

## Vincitori
1978
- Traduzione letteraria:

Ettore Paratore
- Traduzione tecnica:

Angelo Maria Ripellino
1979
- Traduzione letteraria:

Maria Bellonci
- Traduzione tecnica:

Non assegnato
1980
- Traduzione letteraria:

Francesco Saba Sardi
- Traduzione tecnica:

Samuele Morbelli
1981
- Traduzione letteraria:

Massimo Grillandi
- Traduzione tecnica:

Antimo Negri
1982
- Traduzione letteraria:

Luigi Schenoni
- Traduzione tecnica:

Silvano Schiavi
1983
- Traduzione letteraria:

Fernanda Pivano
- Traduzione tecnica:

Alfredo Suvero
1984
- Traduzione letteraria:

Italo Alighiero Chiusano
- Traduzione tecnica:

Emanuele Calò
1985
- Traduzione letteraria:

Maria Dazzi
- Traduzione tecnica:

Non assegnato
1986
- Traduzione letteraria:

Non assegnato
- Traduzione tecnica:

Francesco de Franchis
1987
- Traduzione letteraria:

Hilia Brinis
- Traduzione tecnica:

Non assegnato
1988
- Traduzione letteraria:

Mary de Rachewiltz
- Traduzione tecnica:

Canzio Vandelli
1989
- Traduzione letteraria:

Attilio Veraldi
- Traduzione tecnica:

Antonio Bonino
1990
- Traduzione letteraria:

Vittoria Zompanti Oriani
- Traduzione tecnica:

Non assegnato
1991
- Traduzione letteraria:

Carlo Carena
- Traduzione tecnica:

Non assegnato
1993
- Traduzione letteraria:

Franco Buffoni
- Traduzione tecnica:

Non assegnato
1994
- Traduzione letteraria:

Non assegnato
- Traduzione tecnica:

Libero Sosio
1995
- Traduzione letteraria:

Isabella Camera d'Afflitto
- Traduzione tecnica:

Non assegnato
1996
- Traduzione letteraria:

Non assegnato
- Traduzione tecnica:

Mario Carpitella
1997
- Traduzione letteraria:

Gilberto Forti
- Traduzione tecnica:

Non assegnato
1998
- Traduzione letteraria:

Non assegnato
- Traduzione tecnica:

Manlio Guardo
1999
- Traduzione letteraria:

Giovanni Nadiani
- Letteratura d'infanzia

Laura Cangemi